# Ilha de Pedro I
A Ilha de Pedro I (em norueguês:  Peter I Øy) é uma ilha vulcânica localizada no Mar de Bellingshausen, a 450 km da Antártida continental. A ilha é reivindicada como território dependente da Noruega e é, assim como a Ilha Bouvet e a Terra da Rainha Maud, uma das três dependências da Noruega na região antártica e sub-antártica. A Ilha de Pedro I possui 11 km por 19 km de extensão e 156 km2 de área. O seu pico mais alto é o Pico Lars Christensen, um Ultra localizado a 1 640 metros de altitude. Quase a totalidade da ilha se encontra coberta por uma geleira, e seu entorno por blocos de gelo na maior parte do ano, o que a torna inacessível nesse período. Há pouca vida na ilha além de aves oceânicas e pinípedes.
A ilha foi descoberta por Fabian Gottlieb Thaddeus von Bellingshausen em 21 de janeiro de 1821 e nomeada em homenagem ao czar russo Pedro I. Até 2 de fevereiro de 1929, ninguém havia posto os pés na ilha, até que a segunda expedição Norvegia de Nils Larsen e Ola Olstad, financiada por Lars Christensen, foi bem-sucedida. Eles então a reivindicaram para a Noruega, que a anexou em 1931 e transformou-a em uma dependência em 1933. O próximo desembarque ocorreu em 1948 e desde então a ilha tem sido alvo de algumas pesquisas científicas e uma quantidade limitada de turismo. A ilha passou a obedecer ao Tratado da Antártida em 1961. Desde 1987 há uma estação meteorológica automatizada na ilha. Três expedições de radioamadores visitaram o local e há ocasionais desembarques de turistas.

## História
A ilha foi avistada pela primeira vez em 21 de janeiro de 1821 pela expedição de Fabian Gottlieb von Bellingshausen, que comandou os navios Vostok e Mirnyy sob a bandeira russa. Ele nomeou a ilha em homenagem ao czar Pedro I da Rússia. Gelo à deriva impossibilitou Bellinghausen de chegar a menos de 25 km da ilha, que foi a primeira terra a ser avistada ao sul do Círculo Polar Antártico, e portanto também a terra mais ao sul avistada à epóca de sua descoberta. Em janeiro de 1910, uma expedição francesa liderada por Jean-Martin Charcot e seu navio Pourquoi-Pas confirmou a descoberta de Bellinghausen, mas eles também não desembarcaram, sendo parados a cinco quilômetros da ilha por blocos de gelo.

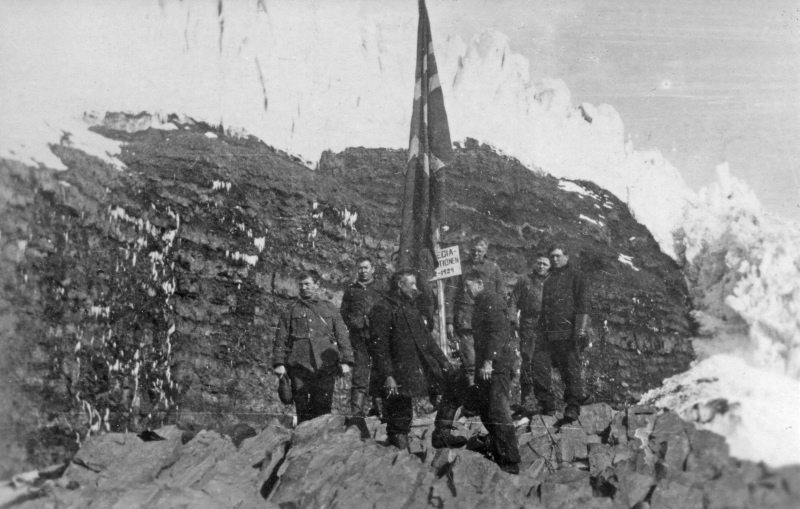
Primeiro desembarque na ilha, em 1929.

Em 1926 e 1927 o norueguês Eyvind Tofte circunavegou e estudou a ilha a partir de seu navio Odd I. Contudo, ele também não conseguiu desembarcar. Lars Christensen, um norueguês dono de baleeiros, financiou diversas expedições para a Antártida, em parte por motivos de pesquisa e em parte para reivindicar terras para a Noruega, o que foi motivado pela taxação de estações baleeiras pela Grã-Bretanha. Christensen esperava ser capaz de estabelecer estações em território norueguês para ganhar melhores privilégios e que os impostos fossem destinados ao seu país. A primeira expedição a desembarcar na ilha foi a segunda expedição Norvegia, financiada por Christensen e liderada por Nils Larsen e Ola Olstad. Eles chegaram em 2 de fevereiro de 1929 e reivindicaram a ilha para a Noruega. Larson tentou desembarcar novamente em 1931, mas foi impedido pelo gelo. Em 6 de março de 1931, uma proclamação real da Noruega declarou a ilha sob soberania norueguesa, e em 23 de março de 1933 a ilha foi declarada uma dependência.
O próximo desembarque na ilha foi feito em 1948 pelo navio Brategg, de Larsen. Levantamentos biológicos, geológicos e hidrográficos foram realizados durante três dias, até que blocos de gelo obrigassem a expedição a partir. A expedição construiu uma cabana e colocou em seu interior uma cópia do documento de ocupação de 1929. Em 23 de junho de 1961, a Ilha de Pedro I passou a obedecer ao Tratado da Antártida, assinado pela Noruega em 1959. Desde então, ocorreram vários desembarques na ilha por várias nações para a realização de pesquisas científicas, e também um pequeno número de navios desembarcou com sucesso turistas no local.
Em 1987 o Instituto Norueguês de Investigação Polar enviou cinco cientistas para passar onze dias na ilha. Os principais objetivos foram fotografia aérea e medições topográficas, visando possibilitar a elaboração de um mapa preciso da ilha. Uma segunda área importante foi a de investigações biológicas marinhas, ainda que pesquisas geológicas, biológicas e sobre outros temas tenham sido realizadas. A equipe também construiu uma estação meteorológica automática. Três expedições de radioamadoristas foram enviadas à ilha, em 1987, 1994 e 2006.

## Geografia

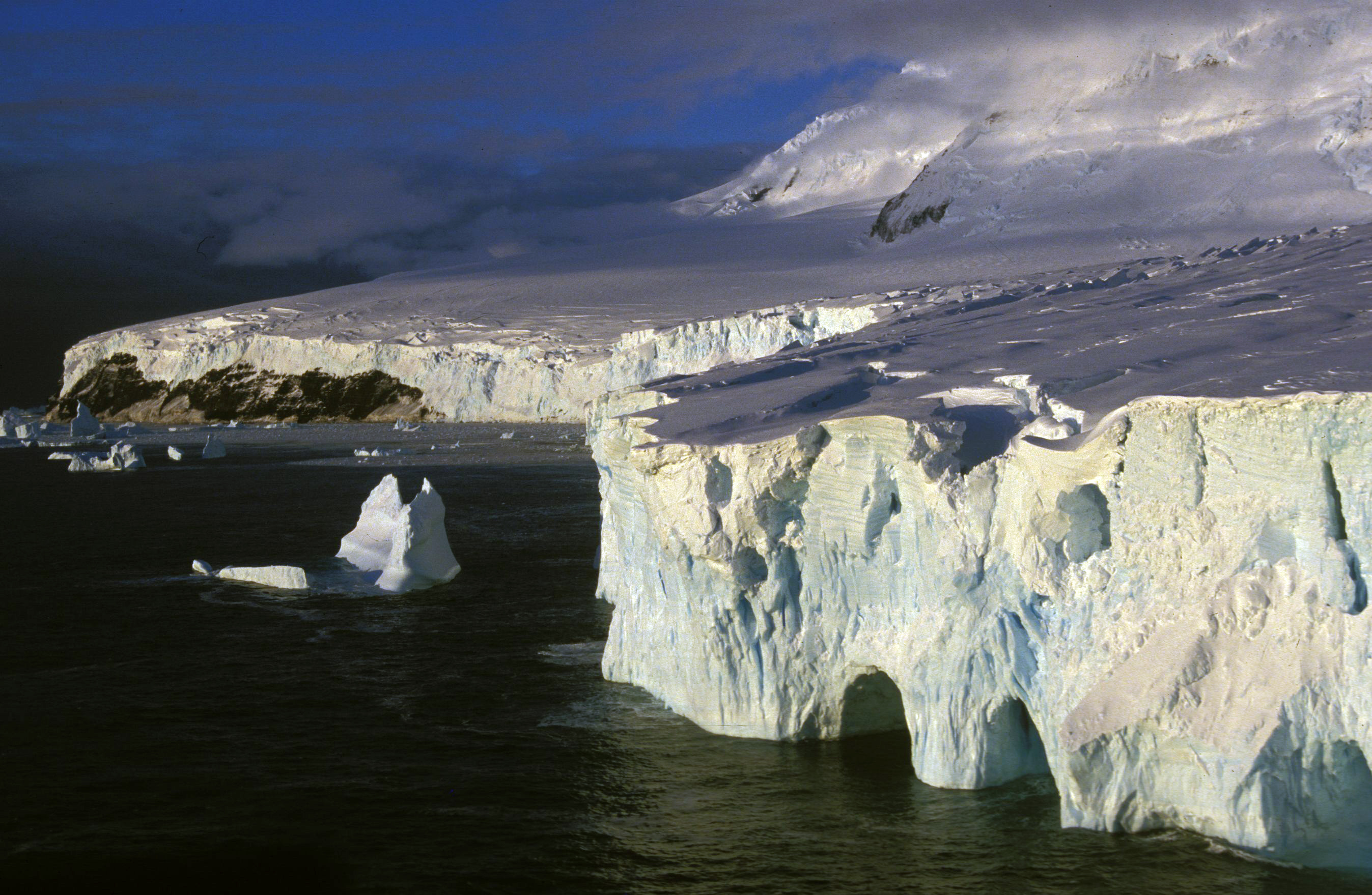
Litoral da Ilha de Pedro I, visitado por uma expedição do RV Polarstern em 1994

A Ilha de Pedro I é uma ilha vulcânica localizada a 450 km da costa da Terra de Ellsworth, na Antártida Continental. A ilha possui uma área de 156 km², quase inteiramente coberta por uma geleira, com 95% da superfície coberta por gelo.
A ilha é um vulcão em escudo, por mais que não se saiba se ainda é ativo, que foi categorizado como ou Holoceno ou histórico, com base em amostras datadas que terão entre 0,1 a 0,35 milhões de anos. Seu cume é o Pico Lars Christensen, uma cratera circular de cem metros de largura.  Um pico ultraproeminente, localiza-se a uma elevação de 1 640 metros e é nomeado em homenagem a Lars Christensen. O que impossibilita saber se o vulcão é extinto ou não é que a parte superior aparentemente não foi modificada por glaciação, indicando que uma erupção ocorreu há alguns séculos.

## Fauna e Flora
A vegetação da ilha consiste exclusivamente de musgos e líquens adaptados ao extremo clima da Antártica. A ilha possui um clima muito rigoroso, com ventos fortes e temperaturas glaciais. A constante queda de neve limita significativamente o crescimento de vegetação. A ilha é a área de acasalamento de algumas aves oceânicas, especialmente de pardelões-prateados, mas também de painhos-de-wilson e trinta-réis-antárticos. Pinguins, incluindo pinguins-de-adélia e pinguins-de-barbicha visitam a ilha com pouca frequência. Há numerosos pinípedes, particularmente focas-caranguejeiras e focas-leopardos, e elefantes-marinhos-do-sul em menor número.

## Política
A Ilha de Pedro I é uma das duas Reivindicações territoriais da Antártida da Noruega, sendo a outra a Terra da Rainha Maud. A ilha é a única reivindicação entre 90°W e 150°W e também é a única reivindicação que não é um setor. Por estar ao sul de 60°S, a Ilha de Pedro I está sujeita ao Tratado da Antártida. O tratado garante acesso livre à ilha para qualquer investigação científica e estabelece que ela só pode ser utilizada para fins pacíficos. A Noruega, a Austrália, a França, a Nova Zelândia e o Reino Unido reconhecem mutuamente as reivindicações uns dos outros na Antártica.
A administração norueguesa da ilha é feita pelo Departamento de Assuntos Polares do Ministério da Justiça e Segurança Pública, localizado em Oslo. A anexação da ilha é regulada pelo Ato de Dependência de 24 de março de 1933. Este estabelece que a lei penal, a lei privada e a lei processual da Noruega se aplicam à ilha, além de outras leis que declarem explicitamente serem válidas na ilha. O Ato determina também que toda terra pertence ao Estado, e proíbe o armazenamento e a detonação de produtos nucleares.
Desde 5 de maio de 1995, a lei norueguesa requer que toda a atividade norueguesa na Antártica, incluindo a Ilha de Pedro I, siga as leis internacionais ambientais para o continente. Todos os cidadãos noruegueses que planejem atividades na Ilha de Pedro I devem portanto reportar-se ao Instituto Polar Norueguês, que pode negar qualquer atividade que não esteja em conformidade com a legislação. Todas as pessoas visitando a ilha devem obedecer as leis acerca de proteção da natureza, tratamento de lixo, poluição e seguro para operações de busca e salvamento.